# Аягуз (аеропорт)
Міжнаро́дний аеропо́рт «Аягу́з»  — аеропорт міста Аягуз в Казахстані.
Аеропорт приймає регулярні авіарейси з обласного центру Семипалатинська (два рази на тиждень на літаку Ан-24). За повідомленнями преси, аеропорт експлуатується з порушеннями керівних документів (зокрема, замість аеровокзалу реєстрація пасажирів здійснюється в пристосованому приміщенні на залізничному вокзалі).
Летовище Аягуз 2 класу, за проектними характеристиками здатне приймати повітряні суда Ту-134, Ту-154, Ан-12, Як-42 і легші (а також вертольоти всіх типів). В наш час[коли?] експлуатується як аеродром 3 класу (приймає повітряні судна Ан-24 і легші).
До початку 1990-х на аеродромі також базувалася військова авіація: зокрема, з 1984 по 1988 737-й винищувальний авіаційний полк ППО (літаки МіГ-23МЛД).

## Авіалінії та напрямки
| Авіалінії | Сполучення |
| --------- | ---------- |
| Семейавіа | Семей.     |